# Список эпизодов мультсериала «Люди Икс»
Мультсериал «Люди-Икс» (англ. X-Men) впервые появился в 1992 году. Содержит 5 сезонов и 76 серий. В России сериал показывали по телеканалам РЕН ТВ, ТВ3, СТС, Fox Kids, Jetix, 2x2.
Серии шли вразнобой, в русских изданиях на DVD серии также идут в произвольном порядке. Этот список основан на официальном источнике, сайте Marvel.
Список составлен по следующему шаблону:

№ эпизода. Название эпизода в переводе телеканала Ren-TV / название эпизода в переводе телеканала СТС.
Оригинальное название эпизода

## Обзор сезонов
| Сезон | Серии | Серии | Даты показа     | Даты показа      |
| Сезон | Серии | Серии | Первая серия    | Последняя серия  |
| ----- | ----- | ----- | --------------- | ---------------- |
| 1     | 13    | 13    | 31 октября 1992 | 27 марта 1993    |
| 2     | 13    | 13    | 23 октября 1993 | 19 февраля 1994  |
| 3     | 26    | 26    | 29 июля 1994    | 5 октября 1996   |
| 4     | 10    | 10    | 6 мая 1995      | 26 октября 1996  |
| 5     | 14    | 14    | 7 сентября 1996 | 20 сентября 1997 |

## Сезон 1 (1992—1993)
| № общий | № в сезоне | Название                                                                                   | Дата премьеры   | Дата премьеры в России |
| --- | ---------- | ------------------------------------------------------------------------------------------ | --------------- | ---------------------- |
| 1 | 1          | «Ночь стражников. Часть 1 / Вечер Сентинелий. Часть 1» «Night of the Sentinels. Part 1»    | 31 октября 1992 | TBA                    |
| Стражи — гигантские роботы, запрограммированные на отлов всех мутантов, нападают на юную Джубилейшен Ли (Джубили), от рук которой портятся все электроприборы. Спасаясь от роботов бегством, девочка попадает в торговый центр, где её защищают от Стражей четверо мутантов, случайно оказавшихся рядом — Скотт Саммерс (Циклоп), Ороро Монро (Шторм), Анна Мария (Шельма) и Реми Лебо (Гамбит). Они привозят Джубили в школу-особняк для мутантов профессора Чарльза Ксавьера, но Логан (Росомаха) — один из членов команды «Людей-Икс» — не спешит доверять девочке. Вскоре, Джубили решает вернуться домой, чтобы проведать родителей, и около дома её захватывают двое Стражей. Тем временем, Люди-Икс узнают о базе данных, находящейся в Центре Регистрации Мутантов и представляющей угрозу для любого из них; команда решает её уничтожить и отправляется в Центр... Впервые появились: Росомаха, Профессор Икс, Циклоп, Шторм, Зверь, Джин Грей, Гамбит, Шельма, Джубили, Морф, Стражи, Саблезубый (появляется в начале эпизода в теленовостях), Сенатор Келли, Генри Питер Гайрич. |            |                                                                                            |                 |                        |
| 2 | 2          | «Ночь стражников. Часть 2 / Вечер Сентинелий. Часть 2» «Night of the Sentinels. Part 2»    | 7 ноября 1992   | TBA                    |
| Добравшись в Центр, Люди Икс успешно уничтожают базу данных, но при возвращении их атакуют внезапно появившиеся Стражи. Они выводят из строя Зверя и Морфа и, несмотря на призывы Росомахи вернуться за товарищами, Циклоп как предводитель команды решает оставить тех; Зверь попадает в тюрьму, а Морфа ошибочно считают погибшим. Рассерженный Росомаха уезжает, но Циклопу удается убедить того заняться поиском базы, на которой производят Стражников и где содержится Джубили. Команде удается уничтожить нескольких роботов и освободить Джубили, которая после этого становится полноправным членом Людей Икс. Впервые появились: Боливар Траск. |            |                                                                                            |                 |                        |
| 3 | 3          | «На сцену выходит Магнито / Атака Магнито» «Enter Magneto»                                 | 27 ноября 1992  | TBA                    |
| К Зверю, все ещё находящемуся в тюрьме и ожидающему суда, врывается некто Магнито — мутант, способный управлять металлом. Он предлагает Зверю совершить побег, но Хэнк отвергает предложение, веря в справедливость суда; рассерженный Магнито покидает Зверя. Тем не менее, освобождать мутанта под залог судья не собирается, и сразу же после отказа в зал суда врывается огромный свирепый мутант Саблезубый, который выходит из стычки с охраной с серьёзными травмами. Циклоп доставляет Саблезубого в школу мутантов, где все искренне пытаются помочь пострадавшему, за исключением Росомахи — он знает, что Саблезуб жесток и хитер, и Ксавье никогда не сможет его перевоспитать. В это время Магнито нападает на военную базу, где активирует ракеты и наводит их на город. Циклоп, Росомаха и Гроза пытаются остановить запуск, но у них не получается и ракеты взлетают. Грозе удается спасти людей, деактивировав ракеты и направив их в море, но на это она тратит слишком много сил и теряет сознание. Впервые появились: Магнето, Кемерон Ходж.                             |            |                                                                                            |                 |                        |
| 4 | 4          | «Смертельный союз / Смертельная встреча» «Deadly Reunions»                                 | 23 января 1993  | TBA                    |
| Ксавье пытается пробиться в разум Саблезуба, чтобы несколько изменить характер последнего, но часть подсознания Саблезубого закрыта от вмешательства. Тем временем, Магнит избирает своей новой целью химический завод, привлекая этим внимание Ксавье. Команда отправляется на бой, оставив Джубили следить за Саблезубом. Девочка жалеет своего подопечного и, желая перебинтовать тому пораненную руку, освобождает её от наручника, чем пользуется Саблезуб, хватая Джубили и требуя освободить его от оков полностью. Получив свободу, мутант собирается убить пленную и разнести лабораторию, но вовремя вернувшиеся Росомаха и остальные спасают положение. Впервые появились: Дедпул, Маверик, Красный Омега (Все трое в воспоминаниях Саблезубого) |            |                                                                                            |                 |                        |
| 5 | 5          | «Узники / В плену сердец» «Captive Hearts»                                                 | 30 января 1993  | TBA                    |
| Отправившись на свидание, Скотт и Джина попадают в ловушку к Морлокам — особо уродливым мутантам, обитающим в подземке. Лидер морлоков Калисто вознамерилась зачать от Скотта ребёнка, чтобы родить наследника. Росомаха, Гроза, Шельма и Гамбит приходят на выручку друзьям, но проигрывают морлокам по численности; тогда Гроза предлагает Калисто поединок на мечах за звание вождя морлоков, в котором побеждает. Став новой предводительницей, она освобождает Людей Икс и призывает уродцев выйти на поверхность и прекратить скрываться, но те опасаются за свою жизнь, и Гроза оставляет Калисто в качестве своего заместителя. Впервые появились: Морлоки |            |                                                                                            |                 |                        |
| 6 | 6          | «Ледяная месть / Холодная месть» «Cold Vengeance»                                          | 6 февраля 1993  | TBA                    |
| Росомаха отправляется на север с целью отдохнуть, но внезапно на него нападает Саблезуб, который сталкивает его в ледяную воду. От гибели Росомаху спасают эскимосы, с которыми Логан быстро находит общий язык, за исключением одного — того, кто до прихода мутанта был самым сильным в племени. Он сдает Росомаху Саблезубу и, думая завести Логана в ловушку, отвозит того от берега с предлогом порыбачить, но на самом деле Саблезуб хочет убить новых друзей Логана. Росомаха и осознавший свою ошибку эскимос побеждают злодея и спасают племя. |            |                                                                                            |                 |                        |
| 7 | 7          | «Остров рабов /» «Slave Island»                                                            | 13 февраля 1993 | TBA                    |
| Гроза, Гамбит и Джубили приезжают на курорт для мутантов на острове Геноша, но курорт оказывается каторгой для мутантов, где их способности подавляют при помощи специальных ошейников, а самих пленников заставляют строить новую электростанцию, необходимую для массового производства Стражей при помощи новой машины — огромного Форм-Мастера. Джубили планирует побег, но Гамбит демонстративно сдает товарищей с целью выбраться с острова и позвать подмогу. Сбежав от конвоя, Гамбит сталкивается с неким Бицепсом, желающим расправиться с руководством Геноши. Бицепс даёт Гамбиту ключ от ошейников, и тот, вернувшись в лагерь, освобождает собратьев. Под конец битвы с охраной Гроза направляет на завод Стражей цунами, после чего Форм-Мастер внезапно обретает разум. Впервые появились: Пиро, Лавина, Мистик, Варпатч, Солнечный огонь, Северная звезда, Пузырь, Дикая, Форм-Мастер, Кабель, Аврора, Домино, Калибан, Горгулья, Риктор. |            |                                                                                            |                 |                        |
| 8 | 8          | «Несокрушимый Джаггернаут / Непобедимая команда» «The Unstoppable Juggernaut»              | 20 февраля 1993 | TBA                    |
| Люди Икс возвращаются на базу, но находят школу разрушенной; как выясняется, Ксавье не пострадал, ибо незадолго до трагедии отбыл по важному делу. Мутанты ищут виновного и ошибочно думают на эмигранта из России Колосса, который у них на глазах помог рабочим со сносом здания и неудачно попытался ограбить банк, но Росомаха при помощи чутья понимает, что не Колосс разрушил школу, а Джаггернаут — громила, обретший свою силу при помощи магии, которого невозможно остановить. После не увенчавшейся победой битвы Шельма и Джина лишают Джаггернаута силы и памяти соответственно, а Колосс помогает команде отстроить школу. Впервые появились: Джаггернаут, Колосс. |            |                                                                                            |                 |                        |
| 9 | 9          | «Лекарство / Исцеление» «The Cure»                                                         | 27 февраля 1993 | TBA                    |
| Шотландец доктор Адлер изобретает лекарство для подавления мутаций, и Шельма, страдающая от невозможности прикоснуться к другому человеку, решает отправиться в Шотландию и первой испытать лекарство на себе. Но на самом деле доктор Адлер давно убит, а под его личиной скрывается мутант-метаморф Мистик; она намерена использовать открытия Адлера ради превращения мутантов в монстров, подчиняющихся сверх-мутанту Апокалипсису. В последний момент в лабораторию доктора врываются подручные Мистик Пиро и Оползень и похищают псевдо-Адлера (не зная, кто это на самом деле). Шельма отправляется на помощь «доктору» и спасает того от невовремя появившегося Бицепса, столкнув последнего со скалы. К неудовольствию Мистик, Шельма решает оставить свои силы при себе. Впервые появились: Архангел, Мойра Мактаггерт, Апокалипсис, Коди (во флэшбеке Шельмы), Доктор Адлер (на самом деле Мистик принявшая облик доктора). |            |                                                                                            |                 |                        |
| 10 | 10         | «Приближение Апокалипсиса / Наступление Апокалипса» «Come the Apocalypse»                  | 6 марта 1993    | TBA                    |
| Мистик в облике Адлера превращает нескольких мутантов, в том числе миллионера Уоррена Уортингтон, который является мутантом с ангельскими крыльями во Всадников Апокалипсиса, несущих гибель и разрушение. Команда Икс вступает в бой со Всадниками, которые, тем не менее, сильно превосходят их по силе. Тогда Шельма высасывает зло из Уортингтона, и тот нейтрализует своих бывших соратников, чем разрушает планы Апокалипсиса. Впервые появились: Голод, Война, Чума (Здесь как всадник Апокалипсиса. Прежде появлялась в серии "В плену сердец" как одна из Морлоков). |            |                                                                                            |                 |                        |
| 11 | 11         | «Тёмные дни будущего часть 1 / Время будущего прошло часть 1» «Days of Future Past part 1» | 13 марта 1993   | TBA                    |
| В далеком будущем, когда все Люди Икс, за исключением Росомахи, погибли, власть захватили вышедшие из-под контроля Стражи. Мутант Фордж при помощи собственноручно изобретенной машины времени отправляет в прошлое своего соратника Квакера. Он должен предотвратить покушение на сенатора Роберта Келли, из-за гибели которого и начались массовые истребления мутантов. Дело осложняется тем, что убийца сенатора — не кто иной, как Гамбит… Впервые появились: Бишоп, Нимрод, Кузнец. |            |                                                                                            |                 |                        |
| 12 | 12         | «Темные дни будущего часть 2 / Время будущего прошло часть 2» «Days of Future Past part 2» | 20 марта 1993   | TBA                    |
| Гамбит готов доказать, что не он убийца, а заодно предотвратить покушение, поэтому он сбегает из под надзора Квакера и Росомахи и отправляется на съезд, где Келли будет выступать. По ходу действия выясняется, что убить сенатора собирается вовсе не Гамбит, а Мистик, принявшая его обличье ради политической провокации. В результате небольшой потасовки сенатор спасен, а Квакер отправлен обратно в будущее; Мистик же оказывается приемной матерью Шельмы, которая дает ей уйти. Но, несмотря ни на что, будущее не изменилось: Магнето похитил Келли прямо из рабочего кабинета… Впервые появились: Хавок (В рассказе Бишопа сражается со стражами вместе с Циклопом) |            |                                                                                            |                 |                        |
| 13 | 13         | «Окончательное решение /» «The Final Decision»                                             | 27 марта 1993   | TBA                    |
| Магнето хочет убить сенатора Келли, но вдруг появляются пластиковые стражи, на которых не действуют силы Магнето и забирают сенатора с собой. Они отвозят его к Боливару Траску, работавшему над созданием Стражей. Траск намерен пропихнуть Келли в президенты США, но новосозданный Страж отказывается вернуть Келли в штаб избирательной кампании. У Форм-Мастера свой подход к сложившейся ситуации: он горит идеей заменить мозги всех ведущих политиков мира (в том числе и Келли) на подчиненные ему компьютеры. Сенатора спасают объединившие усилия команда Икс и Магнето, заодно уничтожив завод и уничтожив тело Форм-Мастера. Келли меняет свою точку зрения касательно мутантов и, став президентом США, амнистирует Зверя. Впервые появились: Призрачный гонщик, Белла Донна (оба в памяти Гамбита) Мистер Синистер (Только голос. В конце серии наблюдал за Джиной и Скоттом) |            |                                                                                            |                 |                        |

## Сезон 2 (1993—1994)
| № общий | № в сезоне | Название                                                               | Дата премьеры   | Дата премьеры в России |
| --- | ---------- | ---------------------------------------------------------------------- | --------------- | ---------------------- |
| 14 | 1          | «Пока смерть не разлучит нас часть 1 /» «Till Death Do Us Part part 1» | 23 октября 1993 | TBA                    |
| Скотт и Джина венчаются, чему не рад также влюбленный в Джину Логан — только он не пришел на свадьбу. В это же время возвращается Морф, чей разум был кардинально изменён силами зловещего Мистера Злыдня. Морф крайне озлоблен на бывших товарищей, считая, что те его бросили (в чём отчасти прав); используя способность к перевоплощению, он вносит сумятицу в ряды Людей Икс. Впервые появились: Грейдон Крид, Мистер Синистер (Полноценное появление) |            |                                                                        |                 |                        |
| 15 | 2          | «Пока смерть не разлучит нас часть 2 /» «Till Death Do Us Part part 2» | 30 октября 1993 | TBA                    |
| Скотт и Джина попадают в плен к Злыдню, который собирается использовать их силы в злых целях. Росомаха спасает Джубили от ненавистной к мутантам группировки «Друзья человечества» и, вернувшись в штаб, распознает перевертыша под личиной профессора, но Морфу удается уйти. Команда идет за ним по пятам и выходит на остров Злыдня. Морф, страдая от частичного раздвоения личности, отвлекает внимание Злыдня, пока Циклоп освобождает себя и Джину от оков и наносит сильные увечья хозяину острова, который поспешно сбегает; его примеру следует и Морф, на поиски которого отправляется Логан. В это время где-то на севере Ксавье и Магнит попадают под оползень… Впервые появились: Nasty Boys |            |                                                                        |                 |                        |
| 16 | 3          | «Любой ценой /» «Whatever It Takes»                                    | 6 ноября 1993   | TBA                    |
| Люди Икс обнаруживают некий пространственно-временной разрыв возле Килиманджаро, и Гроза, в детстве жившая поблизости, вместе с Шельмой отправляются на разведку. На месте выясняется, что деревня, где жила Гроза, полуразрушена, и виной всему юный мутант Мишнари — когда-то Шторм вдохнула в него жизнь, и мальчик обрел способность к развитию невероятно огромной скорости; в Мишнари вселился Король теней, который заставлял маленькую Грозу воровать и которого много лет назад заточил Ксавье, и теперь он требует у Грозы отдать ему её тело взамен на подростка. В это время Росомаха безуспешно пытается поймать Морфа, а Ксавье и Магнит выбираются из-под снега и обнаруживают перед собой затерянный мир, обитателей которого создал сам Магнит. В этом месте силы обоих не действуют, но Чарльз может ходить… Впервые появились: Король Теней, Мижнари. |            |                                                                        |                 |                        |
| 17 | 4          | «Красный рассвет / Красная заря» «Red Dawn»                            | 13 ноября 1993  | TBA                    |
| В постсоветской России идет гражданская война. С целью восстановления СССР военные возвращают к жизни некогда забракованного андроида «Омега-Ред» (другой вариант перевода - «Красный Омега»), но тот задумал взять бразды правления в свои руки. Колосс обращается к Людям Икс за помощью в победе над монстром, но никого, кроме Джубили, в резиденции не оказалось, поэтому Колосс отправляется в Россию вместе с ней. Вовремя подоспевший Росомаха помогает освободить пленников Омеги и на время задержать андроида, после чего рассказывает, что того невозможно уничтожить. Прибывает подмога в лице остальной команды Людей Икс. Они одерживают победу над войсками, но на Омегу их силы практически не действуют; тогда Гроза, выиграв время, вновь замораживает Омегу. Впервые появились: Красный Омега, Ульяна Распутина, Темная звезда, Маверик (сражался с Росомахой против Красного омеги во флэшбеке Росомахи), Капитан Америка (Плакат во флэшбеке Росомахи).                                                |            |                                                                        |                 |                        |
| 18 | 5          | «Старый должок / Время отдавать долги» «Repo Man»                      | 20 ноября 1993  | TBA                    |
| Росомаху заманивает в ловушку отряд Альфа — команда канадских мутантов, в которой он некогда служил. Логан нужен для того, чтобы военные во главе с генералом Чейзеном выяснили секрет создания его адамантиевого скелета. Облучение ничего не дает, и Чейзен дает приказ убить Росомаху и вынуть скелет из его тела; тогда весь отряд Альфа, за исключением его лидера Мстителя, приходит на помощь старому другу, и тот, улучив момент, сбегает из лаборатории. Впервые появились: Отряд Альфа, Хезер Хадсон, Мститель, Кенжи Ояма, Доктор Корнелиус, Вертиго. |            |                                                                        |                 |                        |
| 19 | 6          | «Дань прошлому / Власть всесильной» «X-Ternally Yours»                 | 4 декабря 1993  | TBA                    |
| Во время тренировки Циклопа некто звонит Гамбиту, управляющему симулятором, в результате чего тот приходит в ужас и отправляется к себе на родину, случайно поставив симулятор на максимальную сложность, в результате чего Скотт получает серьёзные травмы. Дело в том, что Гамбит некогда состоял в лиге Воров, издавна противостоявшей лиге Убийц, и теперь, если похищенный Убийцами брат Гамбита Бобби не принесет вовремя дань Всесильной (божеству, покровительствующему обеим лигам), то она его убьет. Взамен на Бобби и дань Убийцы требуют самого Гамбита… Впервые появились: Белла Донна, Всесильная. |            |                                                                        |                 |                        |
| 20 | 7          | «Бегство во времени часть 1 /» «Time Fugitives part 1»                 | 11 декабря 1993 | TBA                    |
| Возвратившись в своё время, Квакер обнаруживает, что мир почти не изменился после его вмешательства. Мало того — чума свирепствует на улицах. Квакер вновь возвращается в девяностые годы двадцатого века и мешает Грайдену Криду Младшему (главе расистской группировки «Друзья человечества») заразить Зверя во время выступления последнего. Вместо этого заражается сам Крид, вслед за которым отправляются Квакер и Люди Икс. Оказывается, вирус был создан Апокалипсисом, принявшим на время человеческий облик. Команда успешно уничтожает вирус, после чего погибает от руки разъяренного Апокалипсиса. В этот же момент будущее Бицепса — 3999 год — начинает меняться. Компьютер говорит Бицепсу, что именно из-за предотвращения заражения мутантов чумой их род вымер… Впервые появились: Сын Кабеля. |            |                                                                        |                 |                        |
| 21 | 8          | «Бегство во времени часть 2 /» «Time Fugitives part 2»                 | 18 декабря 1993 | TBA                    |
| Бицепс перемещается в тот же самый момент прошлого, что и Квакер. Он пытается остановить Квакера (а позже и Людей Икс), но терпит неудачу. Вернувшись на базу, Бицепс узнает о способностях Росомахи и решает использовать их в своих целях, для чего похищает Логана из зала суда во время потасовки с Кридом. Когда команда и Квакер попадают в лабораторию Апокалипсиса, Бицепс вместе с Росомахой телепортируется туда же и швыряет последнего в ёмкость с вирусом: Росомаха быстро излечивается от чумы, при этом вырабатывая особые антитела, которые помогут всем остальным мутантам в борьбе с эпидемией. Теперь будущее как Квакера, так и Бицепса спасено. |            |                                                                        |                 |                        |
| 22 | 9          | «История Шельмы /» «A Rogue’s Tale»                                    | 8 января 1994   | TBA                    |
| После столкновения Людей Икс с бандой Тени, Шельма начинает сходить с ума: ей повсюду мерещится странная женщина из её прошлого, однажды стертого Ксавье. Тень заманивает Шельму в больницу, в одной из палат которой лежит та самая женщина. Тень через прикосновение отдает часть своей памяти Шельме, и та вспоминает, как, будучи в составе банды, однажды впитала в себя силы и разум Мисс Чудо, из-за чего та впала в кому. Теперь Мисс Чудо пытается взять вверх над разумом Шельмы и захватить её тело, но не без помощи Джины Шельме удается навеки заточить своё второе я в подсознании. На следующий день она приносит цветы в палату и дотрагивается до лба Мисс Чудо. Уголок рта последней слегка шевелится, и показывается намек на то, что её сознание к ней возвращается. Впервые появились: Мисс Марвел. |            |                                                                        |                 |                        |
| 23 | 10         | «Красавица и чудовище /» «Beauty & the Beast»                          | 15 января 1994  | TBA                    |
| Зверь работает над восстановлением зрения слепой от рождения девушки Карли, в которую влюблен, но после нападения на больницу «Друзей Человечества» Хэнк вынужден передать операцию своему другу, доктору Полсену, дабы пациентам и персоналу больницы не угрожала опасность. Поведение «Друзей человечества» приводит Логана в ярость, и тот под видом пострадавшего от мутантов человека проникает в их штаб-квартиру. Зверь приходит навестить Карли уже после операции, но её отец, ненавидящий мутантов, заставляет доктора уйти; вслед за Хэнком выбегает Полсен, и в следующую минуту расисты нападают на палату и похищают Карли. Логан помогает Хэнку, потерявшему много сил в битве с охраной, освободить девушку и вывести Крида из равновесия, раскрыв его тайну с помощью портативного проектора и базы данных Церебро. Как оказалось, он сын Саблезубого, ненавидящий своего отца. Хэнку и Карли приходится расстаться, но отец девушки меняет своё отношение к мутантам и благодарит доктора за его поступок. |            |                                                                        |                 |                        |
| 24 | 11         | «Фуфловиденье / МоджоВижн» «Mojovision»                                | 5 февраля 1994  | TBA                    |
| Монстр Моджо, телебосс из другого измерения, увольняет свою звезду Прострельщика ввиду низких рейтингов; на его место решено взять Людей Икс, которых Моджо и похищает (за исключением Гамбита и Джубили). Он заставляет мутантов попарно сражаться с созданными им образами в короткометражных «шоу», в конце которых главный герой обязательно погибает. Тем не менее, Джине удается, используя телепатию, поломать технику Моджо, и в этот же момент Прострельщик освобождает героев. Как результат — Моджо потерял зрителей, а Люди Икс вернулись в свой мир. Впервые появились: Моджо. Спираль, Лонгшот, Саурон. |            |                                                                        |                 |                        |
| 25 | 12         | «Воссоединение часть 1 /» «Reunion part 1»                             | 12 февраля 1994 | TBA                    |
| Скотт, Джина и Логан находят Морфа, выступающего в театре и использующего свои способности для исполнения ролей. Прямо в его гримёрной на троицу нападает команда Злыдня, которая похищает Джину. Тем временем, Ксавье и Магнит попадают в плен к мутоидам, некогда созданным Магнето; теперь они служат Мистеру Злыдню. Вскоре после этого друзей освобождает лидер сопротивления Казар, недолюбливающий Магнето за его прошлые дела в диком мире. Вместе они пытаются тайком пробраться в башню Злыдня, где располагается контролирующее способности мутантов устройство, но там их уже поджидают мутоиды. Казару удается бежать, но мутанты вновь становятся пленниками Злыдня, который при помощи способного к гипнозу и поглощению чужой энергии монстра Саурона заставляет Чарльза вызвать оставшихся членов команды в дикий мир. Впервые появились: Ка-Зар. |            |                                                                        |                 |                        |
| 26 | 13         | «Воссоединение часть 2 /» «Reunion part 2»                             | 19 февраля 1994 | TBA                    |
| Люди Икс прибывают в дикий мир, где попадают в засаду. Мутанты пытаются бороться с врагами, но их силы не действуют; одному лишь Росомахе удается бежать, и он случайно сталкивается с Казаром. Злыдень решает опробовать своё новое изобретение, позволяющее выкачивать силы из одного мутанта и наделять ими другого. Первым становится Магнит, и эксперимент проходит успешно. Врывается Росомаха и устраивает потасовку, но противостоять мутоидам у него не получается; когда Казар освобождает своих людей и те ненадолго отвлекают внимание злодеев, Росомаха освобождает Ксавье и Морфа, которые уничтожают установку и, тем самым, возвращают всем их способности. В этом бою одержана победа — Злыдень физически уничтожен, пусть и ненадолго, а Морфа удается освободить из-под влияния злого гения. |            |                                                                        |                 |                        |

## Сезон 3 (1994—1995)
| № общий | № в сезоне | Название | Дата премьеры    | Дата премьеры в России |
| --- | ---------- | --- | ---------------- | ---------------------- |
| 27 | 1          | «Гостья из прошлого часть 1 / Прочь из прошлого часть 1» «Out of the Past part 1»                                        | 29 июля 1994     | TBA                    |
| Морлоки крадут у некой Леди с прозвищем «Рука Смерти» оружие, которое должно помочь им добыть сокровища, но терпят фиаско в бою с киборгами, которые пленят подземных мутантов. Под страхом смерти один из морлоков вызывает Росомаху в подземку, чтобы тот помог Руке Смерти, узнавшей про сокровища, пробить оболочку инопланетного корабля (где, как уверены все присутствующие в подземелье, и находятся сокровища); вслед за Логаном отправляются Гамбит и Джубили. В Руке Смерти Логан узнает свою бывшую возлюбленную Юрико, ставшую киборгом и считающую Росомаху виновником гибели её отца. Логан отказывается помогать ненавидящей его Юрико, но в драке последняя попадает в силовое поле корабля, и Логан повреждает его, пытаясь освободить Юрико, что ему удаётся. Стенка корабля разрывается, и наружу выбирается нечто ужасное… Впервые появились: Леди Смертельный Удар, Грабители, Энерготарантул. |            | |                  |                        |
| 28 | 2          | «Гостья из прошлого часть 2 / Прочь из прошлого часть 2» «Out of the Past part 2»                                        | 5 августа 1994   | TBA                    |
| Энерготарантул — существо, вышедшее из корабля и неуязвимое к земному оружию, — поглощает души киборгов, морлоков и Джубили. Росомаха, Юрико и Гамбит стараются сдержать врага и не дать тому выбраться на поверхность, заодно вызвав подмогу, но монстр заманивает мутантов в ловушку и высасывает душу и у Юрико. В это время прибывает остальная команда; после бесплодной схватки Гамбит и Росомаха заманивают монстра на рельс, находящийся под напряжением, и монстр взрывается, освобождая души своих пленников. Чарльзу же, исследующему корабль вместе с Хэнком, внезапно приходит странное видение... |            | |                  |                        |
| 29 | 3          | «Сага о Фениксе часть 1: Жертва / Жертвоприношение» «The Phoenix Saga part 1: Sacrifice»                                 | 5 сентября 1994  | TBA                    |
| Профессор отправляет своих учеников, кроме Грозы, на космодром с целью проникнуть на шаттл и отправиться вместо астронавтов на станцию Игл-1; Джубили же поручено задание отвлечь охрану. Люди Икс благополучно прибывают на станцию, но там их ждёт западня и отправляются в космос: Красный Эрик, эмиссар Шиарской гвардии, хочет использовать станцию землян для атаки корабля принцессы Ши’ара Лиландры. Лиландра похитила священный кристалл Эмкрон, который хочет заполучить её брат Дкен, но благодаря Джине этот план провалился. После уничтожения станции Люди Икс отправляются на Землю, но для этого они должны пролететь через плотное радиационное облако. Джина берёт задачу посадить корабль, в то время как вся команда укрывается в Солнечном зонде, защищённом от радиации. Во время прохождения через облако радиации Джина теряет сознание, а её тело охватывает пламя... Впервые появились: Лиландра (во сне Ксавье), Красный Эрик, Д'Кен |            | |                  |                        |
| 30 | 4          | «Сага о Фениксе часть 2: Темная пелена / Пелена тьмы» «The Phoenix Saga part 2: Dark Shroud»                             | 6 сентября 1994  | TBA                    |
| После приземления все считают Джину погибшей, но вдруг она взлетает из-под воды с криком «Я Феникс!» и теряет сознание; Джину отправляют в больницу. Тем временем профессор попадает под влияние Лиландры и случайно высвобождает свою темную сторону, которая нападает на Джубили и Логана; когда двойник нападает на Скотта, Феникс пробуждается и уничтожает противника. После Ксавье отправляется на остров Мюр, оставляя в качестве главного Циклопа. Внезапно в комнату профессора телепортируется Лиландра. Она объясняет Чарльзу, что Эмкрон не должен попасть в руки её брата, так как способен уничтожить обе галактики. В следующую минуту за принцессой приходит Джаггернаут… Впервые появились: Банши, Лиландра. |            | |                  |                        |
| 31 | 5          | «Сага о Фениксе часть 3: Плач Банши / Крик Птицы» «The Phoenix Saga part 3: Cry of the Banshee»                          | 7 сентября 1994  | TBA                    |
| Джаггернаут и Чёрный Том, будучи в сговоре с Красным Эриком, похищают Лиландру и осуществляют попытку убийства Ксавье. Профессора спасает Банши, после чего Ксавье связывается с Людьми Икс, которые они по предложению Росомахи и настоянию Циклопа прибывают на остров. Эрик пытается узнать у Лиландре о местонахождении кристалла, но принцесса связывается с профессором и указывает тому о месте своего пленения — фамильном замке Банши. Люди Икс прибывают в замок, и завязывается бой. В это время прилетает Гладиатор, который легко расправляется с Джаггернаутом, но забрать Лиландру ему мешает Феникс в обличье Джины… Впервые появились: Чёрный Том Кэсседи, Гладиатор. |            | |                  |                        |
| 32 | 6          | «Сага о Фениксе часть 4: Звёздные рейдеры / Звёздный глушитель» «The Phoenix Saga part 4: Starjammers»                   | 8 сентября 1994  | TBA                    |
| Феникс отравляет Людей Икс на звёздный крейсер Лиландры, но по пути на него нападают пираты во главе с Корсаром — отцом Циклопа (о чём знает лишь Джина); пираты похищают кристалл и Скотта. При помощи Циклопа Корсар хочет уничтожить Дкена во время осуществления сделки, но и Дкен играет нечестно. Он натравливает на Корсара свой взвод, который успешно побеждают вовремя прибывшие Люди Икс. К несчастью, Дкену все же удается высвободить силу кристалла. Впервые появились: Внутренний круг (камео), Корсар, Звездные пираты, Капитан Британия и Доктор Стрэндж (камео). |            | |                  |                        |
| 33 | 7          | «Сага о Фениксе часть 5: Дитя света /» «The Phoenix Saga part 5: Child of Light»                                         | 9 сентября 1994  | TBA                    |
| Повреждённый Эмкрон поглощает Дкена, а после начинает втягивать в себя всю галактику. Феникс переносит Людей Икс на корабль Корсара и они пытаются улететь, но в итоге также оказываются внутри кристалла; на Земле же творится хаос из-за разбушевавшейся природы, которой кое-как стараются противостоять различные мутанты во всех частях света. Тем временем, Дкен, ставший внутри Эмкрона подобием божества, всячески истязает своих пленников, однако Феникс освобождает всех, за исключением самого Дкена, и восстанавливает Эмкрон. Мир спасён, но Феникс, не покидая Джины, отправляется на Солнце, чтобы сохранить кристалл в неприкосновенности. Впервые появились: Воитель (камео), Человек-паук (камео). |            | |                  |                        |
| 34 | 8          | «Одинокие острова / Скорбь мутанта» «No Mutant is an Island»                                                             | 21 сентября 1996 | TBA                    |
| Потеряв Джину, Скотт не может найти себе покоя и покидает команду. Он возвращается в приют, где когда-то вырос, и знакомится там с мальчиком-мутантом Расти, способным создавать и контролировать пламя. Расти, как и ещё троих детей-мутантов, усыновил местный меценат Киллгрейв, баллотирующийся на пост губернатора; мальчик очень боится возвращаться к Киллгрейву, но хозяйка приюта Сара ему не верит и возвращает ребёнка богачу. Скотт заподозрил что-то неладное, и, как оказалось, не зря: Киллгрейв сам является мутантом, способным к гипнозу, и он использует детей в своих корыстных целях. Скотту и Саре удается выкрасть детей у психа, после чего разъяренный Киллгрейв нападает на приют. Это снимают репортеры, тем самым, дискредитировав мутанта в глазах общественности. Прогнав врага, Скотт решает вернуться в команду; внезапно Церебро обнаруживает Джину — она ещё жива… Впервые появились: Киллгрейв, Расти Коллинз, Скидс, Бум-Бум, Вундеркинд. |            | |                  |                        |
| 35 | 9          | «Наваждение / Одержимость» «Obsession»                                                                                   | 24 сентября 1994 | TBA                    |
| Уоррен Уортингтон, превращенный Апокалипсисом в Архангела, считает, что нашёл ахиллесову пяту Апокалипсиса и теперь жаждет его уничтожить; он вызывает гиганта на бой. Люди Икс приходят на помощь. С помощью технологии Ши’ара они находят разумный корабль Апокалипсиса и с его помощью пытаются остановить врага. Зверю удаётся освободить искусственный интеллект корабля от власти Апокалипсиса, и корабль побеждает супермутанта, заключив его в капсулу и выбросив её в космос, после чего терпит крушение и тонет в бухте. Апокалипсис остановлен, но только на время… |            | |                  |                        |
| 36 | 10         | «Отстрельщик / Лонгшот» «Longshot»                                                                                       | 5 октября 1996   | TBA                    |
| Джубили учится кататься на джипе с Росомахой, как вдруг появляется Лонгшот (Отстрельщик) из измерения телемагната Моджо. Моджо послал за ним охотников-гладиаторов. Но вмешательство Джубили и Росомахи провалило его приказ. После Моджо сам отправляется на Землю чтобы вернуть Лонгшота и устроить развлечение на Земле, но его план провалился и он удрал. А Лонгшот отправился за ним чтобы завершить битву за освобождение его народа от власти Моджо. |            | |                  |                        |
| 37 | 11         | «Холодный расчет / Слабые утешения» «Cold Comfort»                                                                       | 4 февраля 1995   | TBA                    |
| Джубили ссорится с профессором, так как тот считает её слишком юной и во многом ограничивает; тем временем, бывший из Людей Икс Бобби Дрейк, более известный как Айсберг, нападает на секретные правительственные склады. Зверь, Циклоп и Росомаха ловят Бобби и доставляют его в школу Ксавье, пытаясь узнать причину нападения, но Бобби не говорит об этом никому, кроме Зверя. Джубили, подслушавшая их разговор, освобождает Айсберга и отправляется с ним на склады, но там попадают в засаду. Люди Икс отправляются вслед за нерадивой молодёжью, однако завязывается драка со странным отрядом под предводительством Форджа. После победы и перемирия, они возвращаются в школу. Джубили уговаривает Бобби остаться, но он уходит. Впервые появились: Человек-лёд, Кузнец (впервые в настоящем времени), Лорна Дэйн, Множитель, Гигант, Ртуть, Хавок, Волчица. |            | |                  |                        |
| 38 | 12         | «Дух дикого острова часть 1 / Дикая Земля, Необычное сердце часть 1» «Savage Land, Strange Heart part 1»                 | 10 сентября 1994 | TBA                    |
| В Диком Мире успешно идет восстание против Саурона, захватившего власть после ухода Злыдня. Ка-Зар настигает обессиленного узурпатора, но в последний момент того спасает Зеладейна, жрица бога Гарокка. Она сажает Саурона, к тому моменту превратившемуся в Карла Лайкоса (его истинное обличье), в свой самолёт и оправляет в США. Там Лайкос, чтобы выжить, высасывает жизненную энергию у случайных прохожих, но, поглотив силы подвернувшегося под руку Росомахи, высвобождает Саурона. Монстр выводит из строя Шельму и похищает Грозу, и вслед за ним отправляется команда Икс в лице Росомахи, Джубили, Шельмы и Зверя. Они встречают Ка-Зара и вместе с ним побеждают Саурона, который вновь становится Лайкосом, но уже поздно: при помощи гипноза Саурон лишил Грозу самоконтроля… Впервые появились: Заладейна, Гарокк (только каменная статуя), Карл Лайкос (впервые в человеческом облике), Высший Эволюционер. |            | |                  |                        |
| 39 | 13         | «Дух дикого острова часть 2 / Дикая Земля, Необычное сердце часть 2» «Savage Land, Strange Heart part 2»                 | 17 сентября 1994 | TBA                    |
| Чтобы усмирить разбушевавшуюся Грозу, Лайкос поглощает значительную часть её сил и снова принимает облик монстра. Придя в себя, Гроза вознамерилась уничтожить Гарока, что на руку последнему: каждый раз, когда «ведьма» использует свой дар, Гарокк становится сильнее. Он превращает значительную часть Дикого Мира в каменистую пустыню и, добравшись до вулканической гряды, возрождается в виде гиганта. Саурон, в свою очередь, высасывает силы уже из самого Гарока, вследствие чего они уравниваются в размерах и вступают в бой. Оба монстра погибают, а Лайкос становится человеком уже навсегда. Впервые появились: Гарокк (полноценное возрождение). |            | |                  |                        |
| 40 | 14         | «Темный Феникс часть 1: Ослепленные / Феникс тьмы часть 1: Ослепленные» «Dark Phoenix Saga part 1: Dazzled»              | TBA              | TBA                    |
| Люди Икс находят Джину и возвращают домой, но, как оказалось, Феникс все ещё не покинул тела девушки. Мало того, он собирается свою новую оболочку для получения новых, неизведанных ранее ощущений. Это на руку элитному клубу мутантов, именующих себя Внутренним Кругом; Эмма Фрост и Джейсон Вингард, состоящие в клубе, похищают Джину и погружают в мир иллюзий, где Вингард притворяется её возлюбленным… Впервые появились: Ослепительная, Внутренний круг. |            | |                  |                        |
| 41 | 15         | «Темный Феникс часть 2: Внутренний круг /» «The Dark Phoenix Saga part 2: The Inner Circle»                              | TBA              | TBA                    |
| Люди Икс пытаются спасти Джину, но терпят поражение в бою со Внутренним Кругом, глава которого Себастьян Шоу делает Джину новой королевой Круга (вместо Эммы), а пленников намерен использовать в качестве подопытных кроликов. Но, сразив Скотта и Логана, Джина пробуждается от чар Вингарда и сбегает; остальным удается освободиться, и они разносят Внутренний Круг, члены которого успели рассориться между собой. Скотт нагоняет Джину на крыше здания, но тут в её обличье вновь просыпается Феникс. Он сходит с ума и, несколько видоизменив тело Джины, называет себя Темным Фениксом… |            | |                  |                        |
| 42 | 16         | «Темный Феникс часть 3: Изгнание бесов /» «The Dark Phoenix Saga part 3: The Dark Phoenix»                               | TBA              | TBA                    |
| Люди Икс пытаются победить Темного Феникса, но все тщетно: он превосходит их по силе в сотни раз, тем не менее, не уничтожает ввиду телепатической связи Скотта и Джины. Темный Феникс покидает Землю и, столкнувшись с крейсером Ши’ара, на глазах у находящихся на том военных уничтожает целую планетную систему (впрочем, оказавшуюся и так безжизненной). Феникс возвращается на Землю и посещает родной дом Джины, где его уже поджидает команда. Зверь пробует подавить сознание врага, используя свой новый прибор, но тот оказывается бесполезен; тогда Ксавье проникает в подсознание Джины и пленит там Темного Феникса. Внезапно приземляется корабль Ши’ара. Из него выходит Лиландра и говорит Чарльзу, что, ради сохранения жизни во Вселенной, Темный Феникс должен умереть. Это значит, что и Джина тоже… Впервые появились: Тор (камео), Уату (камео). |            | |                  |                        |
| 43 | 17         | «Темный Феникс часть 4: Судьба Феникса / часть 4: Судьба Феникс» «The Dark Phoenix Saga part 4: The Fate of the Phoenix» | TBA              | TBA                    |
| Чарльз вызывает Лиландру на дуэль, от которой по шиарским обычаям нельзя отказаться. Люди Икс оказываются на Луне, где начинают сражение с воинами Ши’ара; в разгар битвы пробуждается Темный Феникс, и Чарльз понимает, что Лиландра права и единственный выход — уничтожение врага. Императрица направляет на Джину-Феникса луч, и Джина погибает. Спустя некоторое время пробуждается Феникс, вернувший самообладание, и предлагает Людям Икс вернуть подругу к жизни, отдав ей часть жизненной энергии от каждого. Члены команды соглашаются. |            | |                  |                        |
| 44 | 18         | «Конец сиротства / Воссоединение семьи» «Orphan's End»                                                                   | TBA              | TBA                    |
| На базу Людей Икс поступает сообщение от капитана Ши’ара, предупредившего о том, что к Земле летит Корсар. По словам капитана, он совершил особо тяжкое преступление и похитил свидетельницу, которая, возможно, уже мертва. Циклоп и Гроза спасают Корсара, чей корабль упал в водоем, и Скотт случайно узнает о своем родстве с Корсаром; он просит капитана не торопиться с передачей преступника, но корабль Ши’ара внезапно открывает огонь по троице. Спасаясь от преследования, Скотт меняет мнение насчет отца и сдает его Ши’ару, после чего оказывается в энергетической ловушке. В это время Грозу отлавливают Рейдеры, крайне возмущенные поступком Скотта по отношению к собственному отцу; они приносят пленницу на свою базу, где находится та самая свидетельница — живая и невредимая. Как оказалось, капитан был нанят неким лордом Чемберленом, чье преступление было приписано Корсару. Но помощница капитана, будучи в сговоре с Корсаром, освобождает Саммерсов, и тем удается задержать злоумышленников. В конце концов, Корсар соглашается погостить некоторое время на Земле, где так давно не был. |            | |                  |                        |
| 45 | 19         | «Несчастная любовь /» «Love in Vain»                                                                                     | TBA              | TBA                    |
| На разумном китообразном существе Аканти на Землю прибывает раса странных существ-паразитов. Они пленят Росомаху, находившегося поблизости, но тому удается выбраться из Аканти и, добравшись до телефона-автомата, позвонить на базу и попросить о помощи. Тем временем, паразиты используют бывшего парня Шельмы Коди, дабы заманить её в ловушку. Они временно лишают девушку способности к энергопоглощению и осыпают спорами, способными превратить человека в одного из них — пришельцам нужны тела, способные к репродукции. Когда, помимо Шельмы и Коди, в плену у паразитов оказываются Гамбит, Гроза и Зверь, на выручку приходит Росомаха, излечившийся от спор. Он передает часть своей силы Шельме, и та также возвращает себе человеческий облик. Освободив остальных, они прорываются к выходу, но Аканти взлетает и покидает Землю; к счастью, Ксавье при помощи телепатии освобождает Аканти от контроля паразитов, и тот своим ревом нейтрализует паразитов, после чего возвращается в пустыню и выпускает мутантов. |            | |                  |                        |
| 46 | 20         | «Возвращение Джаггернаута /» «Juggernaut Returns»                                                                        | TBA              | TBA                    |
| Джаггернаут поднимается со дна залива, куда его бросил Гладиатор. Он вновь жаждет мести и, добравшись до базы Икс, начинает крушить её с целью убить сводного брата. В это время некий молодой ученый находит рубин Цитторак и скрижаль, некогда давшие силу самому Джаггернауту, и, прочитав текст скрижали, забирает у злодея силу; тот вновь превращается в Кейна Марко, попадает под завал и оказывается при смерти. Чарльз пытается спасти сводного брата, для чего погружается в разум последнего, но узнает многие неприятные для себя воспоминания из детства Кейна. Тем временем, Циклоп и Росомаха вопреки своей воли находят нового Джаггернаута и похищают у него рубин, с помощью которого Кейн возвращает себе привычное обличье. Он говорит, что ничего не изменилось и что он по прежнему будет добиваться смерти Чарльза, но, тем не менее, уходит без боя. Чарльз понимает это как своеобразное выражение благодарности. Впервые появились: Халк (в комнате тренировок особняка). |            | |                  |                        |
| 47 | 21         | «Сделка с дьяволом /» «A Deal with the Devil»                                                                            | TBA              | TBA                    |
| Американские военные находят Омегу Реда в горах Кавказа и размораживают его для того, чтобы он помог поднять советскую субмарину со дна Тихого океана и отправил её в порт на Гавайях. Омега соглашается, при условии, что с ним поедут Гроза и Росомаха — его давние враги. Омега запускает подлодку и начинает подниматься. Командиры приказывают ему отправить подлодку в порт, но Омега намеревается запустить ракеты, загодя направленные им на крупнейшие города мира... |            | |                  |                        |
| 48 | 22         | «Убежище часть 1 /» «Sanctuary part 1»                                                                                   | TBA              | TBA                    |
| Магнит за счёт своей силы и учёных мутантов построил астероид "М" для мутантов, и, предупредив правительства всех стран, начинает собирать мутантов и увозить их на астероид. Ксавье, Гамбит и Зверь решают присоединиться к Магниту и переговорить с тем, ибо люди всего мира считают астероид с мутантами угрозой. Когда Магнит и остальные прибывают на Геношу за тамошними мутантами, охрана острова атакует пришельцев, и в результате битвы Магнит теряет много сил. Радикально настроенный мутант Фабьен Кортес помогает ему подкачать силы за счет своих способностей, и уже после прибытия на астероид старается быть все время рядом с Эриком. После того, как Эрику удается уничтожить ракеты, направленные с Земли, он узнает, что без его ведома был совершен удар по людям, и понимает, что виной всему Кортес; он пытается застать психопата врасплох, но Кортес откачивает из Магнита слишком много сил и выпускает того в капсуле на орбиту. Вызвав всех мутантов к месту преступления, он обвиняет в убийстве Магнита Людей Икс... Впервые появились: Фабиан Кортес, Броня, Амелия Вогт, Кенгуру, Рандом, Арклайт, Чёрная пантера (камео), Копикэт, Марко Дельгадо, Френзи, Брайан Келли. |            | |                  |                        |
| 49 | 23         | «Убежище часть 2 /» «Sanctuary part 2»                                                                                   | TBA              | TBA                    |
| Чарльз, Зверь и группа людей, находившихся на астероиде в качестве гостей, вынуждены сбежать, Гамбит же остаётся прикрывать их и попадает в плен. Кортес требует от Гамбита признать свою причастность к этому, но, не добившись признания, отправляет его в камеру; тем временем, профессор, Шельма, Росомаха и Зверь поминают якобы погибшего Магнита и вновь отправляются на астероид. К Гамбиту в камеру проникает Амелия (бывшая возлюбленная профессора) и просить признать его вину за гибель Магнита, однако Гамбит говорит ей, что этого не делал, и озадачивает её тем, что Кортес был первым, кто добрался до каюты Магнита, несмотря на то, что его комната находится на другом конце астероида. Не обнаружив записей о происходившем в то время в каюте Магнита, она хитростью выманивает Кортеса из его каюты и обнаруживает запись убийства Магнита. Переделав и оснастив космическими технологиями Ши’ара свой самолёт, Шельма, Зверь и профессор отправляются остановить Кортеса. Зверь пытается деактивировать ядерные ракеты, но не успевает управиться и с 20%, когда Кортес их запускает. Внезапно появляется Магнит, восполнивший свои силы при помощи магнитного поля Земли, и уничтожает ракеты, а затем и астероид "М" вместе с Кортесом, которого оставил там. Но злодея спасают Апокалипсис и Птица Смерти. Впервые появились: Птица Смерти. |            | |                  |                        |
| 50 | 24         | «Ксавье вспоминает / Тень прошлого» «Xavier Remembers»                                                                   | TBA              | TBA                    |
| После ушиба психологическая защита Ксавье оказалась ослабленной и образовалась щель в астральной сфере, в которую Чарльз когда-то заточил Повелителя Теней (он же Призрак), в результате чего тот вырывается и завладевает телом профессора. Он мучает его, а также Джубили, Росомаху и Грозу кошмарами. Джине после нескольких неудачных попыток удаётся проникнуть в разум Ксавье и вместе с ним вступить в бой с Повелителем Теней, в ходе которого они побеждают и отправляют его обратно в астральную тюрьму. По словам Чарльза, Повелитель Теней оказал ему услугу, заставив понять, зачем он создал команду Икс и возглавил борьбу за мирное сосуществование мутантов и людей. Впервые появились: Король Теней (впервые в человеческом облике) |            | |                  |                        |
| 51 | 25         | «Мужество» «Courage» | TBA              | TBA                    |
| Мойра излечивает Морфа, и тот решает вернуться в команду. В это же время Форм-Мастер, от которого осталась лишь голова, силами подчиненных ему Стражей похищает особый материал, обладающий особой прочностью и способный сделать Стражей неуязвимыми. Позднее Форм-Мастер отдает приказ похитить Ксавье, а также Гайрича и Траска; когда Стражи нападают на школу мутантов, Морфа охватывает паника, в результате чего он не сумел защитить профессора. Морф остается на базе, когда остальные отправляются спасать Ксавье, но через некоторое время побеждает внутренних демонов и прибывает друзьям на подмогу. Ему удается уничтожить Форм-Мастера, сбив висевший над ним сталактит, но, в конце концов, Морф решает пока не спешить с возвращением, так как он пока недостаточно здоров психически, и улетает. |            | |                  |                        |
| 52 | 26         | «Тайное становится явным / Тайны прошлого» «Secrets, Not Long Buried»                                                    | TBA              | TBA                    |
| Циклоп отправляется в гости к ученому Тейлору Прескотту, создавшему удаленную коммуну для мутантов, но по дороге его самолёт сбивают, после чего Скотт теряет свою способность. В самом городке творится что-то странное: все жители запуганы, а новый знакомый Скотта, доктор Даррел Танака, отказывается отвечать на вопросы касательно Прескотта. Как выясняется, власть в поселении узурпировала троица алчных мутантов во главе с Соларром. Они пленили Прескотта, а жителей используют для добычи лично для них золота из рудника; Скотта же решено показательно убить на рассвете. Во время церемонии Скотт убеждает мутантов поднять восстание против Солара, а Танака с помощью своего дара лекаря возвращает Скотту утраченную способность. Вместе они побеждают узурпатора и освобождают ученого. Впервые появились: Жаба, Соларр, Сивик Сеняка, Майкл Маккейн, Жнец, Строуб, Аарон Соломон, Даррел Танака, Тейлор Прескотт. |            | |                  |                        |

## Сезон 4 (1995—1996)
| № общий | № в сезоне | Название                                                                                        | Дата премьеры | Дата премьеры в России |
| --- | ---------- | ----------------------------------------------------------------------------------------------- | ------------- | ---------------------- |
| 53 | 1          | «Ночной Охотник / Найткроулер» «Nightcrawler»                                                   | TBA           | 1 февраля 2004         |
| Росомаха, Гамбит и Шельма отправляются на горнолыжный курорт, где жители пытаются поймать некоего демона. Троица попадает под обвал и находит пристанище в местном монастыре. Ночью один из монахов, брат Рейнхард, совершает покушение на спящего Гамбита, но сбегает, когда в келью заходит Шельма. Девушка преследует неприятеля и случайно натыкается на «демона» — бывшего циркача Курта Вагнера, сына Мистик; как выясняется, он один из монахов. Узнав о том, что именно его горожане считают демоном, Рейнхард натравливает людей на монастырь, который вследствие непродолжительного сражения мутантов и людей сгорает. Когда Курт спасает Рейнхарда на глазах у всех, отношение к нему меняется в лучшую сторону. Рейнхард раскаивается, а к Логану возвращается вера в Бога. Впервые появились: Ночной Змей. |            |                                                                                                 |               |                        |
| 54 | 2          | «Все за одного часть 1 / Значение человека часть 1» «One Man’s Worth part 1»                    | TBA           | TBA                    |
| Профессор, Гроза и Росомаха прогуливаются на поляне возле школы, как вдруг возникает мощнейшая вспышка, предвещающая смещение времени, и профессор исчезает. Гроза и Росомаха оказываются в разрываемом войной мире, где армия мутантов во главе с Магнитом ведёт войну против людей; в этой реальности они обручены и не помнят ничего до того, как время изменилось. Квакер и его сестра Шарда отправляются с 2055 года в 90-е, но застают уже новое будущее. Они встречаются с Грозой и Росомахой и говорят о спасении Чарльза Ксавье от мутанта Фицроя, который предал мутантов и отправился в 1959 год, с его дружком Каплуном и стражем Нимродом, чтобы убить Ксавье. Гроза и Росомаха соглашаются помочь и отправляются с Квакером и Шардой в 1959 год, чтобы спасти будущего профессора, но терпят неудачу: он был подорван в собственной лаборатории... Впервые появились: Шарда, Тревор Фитцрой, Мимик, Блинк, Дикое Дитя. |            |                                                                                                 |               |                        |
| 55 | 3          | «Все за одного часть 2 / Значение человека часть 2» «One Man’s Worth part 2»                    | TBA           | TBA                    |
| Потерпев крах, мутанты отправляются в 2055 год к Форджу, чтобы тот снова отправил их обратно в прошлое ещё до взрыва бомбы. Однако будущее уже изменилось, и Фордж-киборг является слугой Форм-Мастера. Фордж бьёт тревогу, в и зал с порталом врываются Каратели, но Шарде удаётся убедить киборга помочь им. Во время сражения с Карателями портал был повреждён, и Форж принялся его чинить; параллельно с этим Фицрой и Каплун демонстрируют Форм-Мастеру результаты своей работы. Тот приказывает им остановить мятежников и уничтожить портал, дабы не допустить спасения Ксавье; Нимроду же Форм-Мастер поручает убрать после завершения операции Фицроя и Каплуна, о чём те узнают из-за двери. Они помогают остальным в борьбе со стражами, и все, кроме Шарды, проходят через портал. В прошлом им удаётся настичь Ксавье в его гимназии, но внезапно появившийся Фицрой кидает им бомбу и блокирует все пути для отступления; тогда Квакер показывает запись обращения самого Фицроя из будущего, в которой он предостерегает самого себя. Одумавшись, Фицрой убирает поле и Росомаха выкидывает бомбу в окно. Профессор спасен, и всё становится на свои места. |            |                                                                                                 |               |                        |
| 56 | 4          | «Протей часть 1 / Многоликий Протей часть 1» «Proteus part 1»                                   | TBA           | TBA                    |
| Мойра Мактаггерт занимается лечением своего сына-мутанта Кевина (он же Протей), способного временно искажать реальность и вселяться в других людей. Внезапно Протей, с рождения живший в пределах лаборатории, вырывается наружу и познает неведанный доселе мир. Мойра обращается за помощью к Чарльзу, и тот вместе со Зверем, Шельмой и Росомахой отправляется на остров Мьюр. Протею удается покинуть остров, и он начинает сеять хаос на улицах города. Столкнувшись с Людьми Икс, мальчик искажает Логана, чем наносит последнему очередную психическую травму, и отправляется на поиски отца — ныне перспективного политика Джо Мактаггерта… Впервые появились: Протеус. |            |                                                                                                 |               |                        |
| 57 | 5          | «Протей часть 2 / Многоликий Протей часть 2» «Proteus part 2»                                   | TBA           | TBA                    |
| Люди Икс обращаются к Джо с просьбой поговорить с сыном, но политик отказывается: он давно поставил карьеру во главу угла, и внезапно объявившийся сын мутант для Мактаггерта весьма нежелателен. Протею все-таки удается настичь отца, но тот убегает; во время второй «встречи» Ксавье убеждает юношу открыть для него свой разум и возвращает Кевину самообладание. Джо признает сына и просит у него прощения, после чего Кевин вместе с матерью возвращается на Мьюр. |            |                                                                                                 |               |                        |
| 58 | 6          | «Семейные узы /» «Family Ties»                                                                  | TBA           | TBA                    |
| Ртуть и Алая Ведьма узнают у Эволюционера, проводящего эксперименты по выведению гибридов человека и животного, о своем происхождении. Их отцом оказывается Магнит, которого они заманивают в ловушку; когда того удается поймать, подвластные Эволюционеру существа пленят и близнецов, и пытавшегося помочь Росомаху. Эволюционер хочет использовать гены Магнита, Ртути и Алой Ведьмы для создания новых, неуязвимых гибридов, а Логана превращает в монстра. Тем не менее, Магнит легко уничтожает свои оковы и освобождает своих детей; когда же на помощь приходят Ксавье и Зверь, Эволюционер поспешно покидает насиженное место вместе со своей лабораторией. В этот же момент всё вокруг (в том числе, и Росомаха) принимает своё истинное обличье. Ртуть и Алая Ведьма пока не готовы простить своего отца, по вине которого погибла их мать, но Чарльз уверяет Эрика, что со временем они помирятся. Впервые появились: Алая ведьма. |            |                                                                                                 |               |                        |
| 59 | 7          | «Кровные узы /» «Bloodlines»                                                                    | TBA           | TBA                    |
| Грайдена Крида-младшего освобождают, и он отправляется в собственную организацию «Друзья Человечества», намереваясь вновь возглавить её. Но теперь организацией руководит совет, который указывает, что, помимо его отца Саблезуба, у Грайдена есть и ещё мутанты в родне. Крид хочет доказать, что он человек, и решает поймать и убить всех своих родственников-мутантов. В школу приходит Курт Вагнер и просит помощи в спасении своей матери, после чего Шельма, Росомаха и Джубили отправляются в логово «Друзей Человечества». Шельма узнаёт, что Курт — сын Мистик и брат Крида, намеревающегося раз и навсегда расправиться с неугодными родственниками. Тем не менее, всем удаётся спастись, а Крида по решению Совета отправляют прямиком к его отцу Саблезубу… |            |                                                                                                 |               |                        |
| 60 | 8          | «Лотос и клинок / Лотос и меч» «The Lotus and the Steel»                                        | TBA           | TBA                    |
| Росомаха, до конца не оправившись после столкновения с Протеем, приезжает в Японию. Но и там неспокойно: рыбаки, некогда бывшие семьей Логана, вынуждены платить дань преступникам во главе с Серебряным Самураем. В конце концов, Логан поддерживает идею восстания, разжигаемую молодым рыбаком, и деревня дает обидчикам отпор. Впервые появились: Серебряный Самурай. |            |                                                                                                 |               |                        |
| 61 | 9          | «Оружие Икс, ложь, и видео /» «Weapon X, Lies, And Video Tape»                                  | TBA           | TBA                    |
| Росомахе по почте приходят некие фотографии, от которых тот начинает сходить с ума. Он и последовавший за ним Хэнк попадают в ту самую лабораторию, где Росомахе вживили адамантин, где сталкиваются с Саблезубым. Разъяренный Логан вступает с ним в драку, считая, что из-за Саблезубого их друзья Странник и Лиса погибли от рук Омеги, но те также объявляются в лаборатории. Выясняется, что ученые программировали разум всех четверых мутантов, вживляя им ложные воспоминания, чтобы в определённый момент использовать подопытных в качестве убийц-марионеток… Впервые появились: Серебряная лиса, Маверик. |            |                                                                                                 |               |                        |
| 62 | 10         | «Рождество с Морлоками / Скромное Рождество с Морлоками» «Have Yourself A Morlock Little X-Mas» | TBA           | TBA                    |
| Люди Икс готовятся к Рождеству, и Джубили, Гроза и Росомаха отправляются за покупками. По пути домой они сталкиваются с морлоками, угнавшими машину скорой помощи, и узнают, что Тритон тяжело болен. Росомаха, не надеясь на успех, отдает часть своей крови юному морлоку, и тот, в конце концов, выздоравливает. Гроза вновь передает все свои полномочия Калисто, и трое Людей Икс встречают Рождество вместе с обитателями подземелья. |            |                                                                                                 |               |                        |

## Сезон 5 (1996—1997)
| № общий | № в сезоне | Название | Дата премьеры    | Дата премьеры в России |
| --- | ---------- | --- | ---------------- | ---------------------- |
| 63 | 1          | «За гранью добра и зла часть 1: Конец времени /» «Beyond Good and Evil part 1: The End of Time»                                                                   | 4 ноября 1995    | TBA                    |
| 3999 год. Бицепс находит лазарет Апокалипсиса и хочет его уничтожить, однако Апокалипсис предвидел нападение и во время битвы отбирает временной телепорт у Бицепса и исчезает. Но в этот момент Квакер также возвращается в 2055 год из 1959, и в результате оба оказываются на оси времени. Квакер будучи на оси времени, встречается с Бендером - весельчаком и балагуром, также являющимся создателем оси времени. Тем временем в 1990-х Джина и Скотт играют свадьбу, но не успев отъехать далеко на них нападают слуги Злыдня и похищают Джину, а сам Злыдень пытается похитить профессора но Джубили и прибывшая Шарда (сестра Квакера) а затем и остальные Люди Икс срывают его попытку |            | |                  |                        |
| 64 | 2          | «За гранью добра и зла часть 2: Апокалипсис грядет / По ту сторону добра и зла часть 2: Обещание Апокалипса» «Beyond Good and Evil part 2: Promise of Apocalypse» | 11 ноября 1995   | TBA                    |
| Апокалипсис обещав корыстолюбивой сестре Лиландры помочь расправиться с Лиландрой и захватить трон, но Апокалипсис пришел за придворной пророчецой Шияра и исчез. Лиландра связалась с Ксавье и сообщила ему об этом. Ксавье догадался что Апокалипсису нужны экстрасеннсы и отправил Людей Икс защищать их. В это время на замок Уортингтон нападает бандитка-экстрасенс, Уоррен пытается ей помешать, но в итоге она оглушает и похищает ценности из замка, очнувшись он бросается в погоню. Он врывается на склад и завязывает с Псайлок бой, в это время появляются Саблезубый и Тень, которые пытаются похитить её. Росомаха и Шарда пытаются их оставить, но внезапно прибывший Магнит, завершает дело и уходит вместе с Сайлок. Тем времен Шторм и Гамбит присматривавшие за другим экстрасенсом прибывают на помощь Росомахе и Шарде, что помогает Злыдню похитить его. Саблезуб попадает в плен к Х-менам. А в 3999 году Бицепс с сыном Тайлером планируют захватить правительственную машину времени, чтобы уничтожить гробницу Лазаря в день завершения её строительства. |            | |                  |                        |
| 65 | 3          | «За гранью добра и зла часть 3: Гробница Лазаря /» «Beyond Good and Evil part 3: The Lazarus Chamber»                                                             | 18 ноября 1995   | TBA                    |
| Бицепс проникает на машину времени и переносится в 90-е годы, не понимая почему. Ксавье убеждает его помочь им в борьбе против Апокалипсиса, на что, учитывая его цель, он соглашается. Росомаха допросил Саблезуба, и докладывает об этом профессору, тем временем Бицепс рассказывает о причине долголетия Апокалипсиса. Профессор проникает по настоянию Бицепса и Росомахи в мозг Саблезуба и узнаёт план Апокалипсиса, однако не может понять где он находится. Все вместе с Архангелом, кроме Джубили и Шарды отправляются в прошлое чтобы уничтожить гробницу Лазаря. Но прибыв на место, они попадают в ловушку, и, хотя, им удаётся проникнуть гробницу профессора похищают. В момент похищения Росомаха прыгает в портал и отправляется за ним. |            | |                  |                        |
| 66 | 4          | «За гранью добра и зла часть 4: Конец и начало /» «Beyond Good and Evil part 4: End and Beginning»                                                                | 25 ноября 1995   | TBA                    |
| Зверь и Бицепс узнают куда отправили профессора, благодаря устройству, которое профессора носил с собой предвидя похищение. Магнит просит Апокалипсиса рассказать о его плане, и тот соглашается. Придя в ужас от услышанного Магнит сомневается и предаёт Апокалисиса. Ему помогает Тень которая всё слышала и облатившись в одного из всадников Апокалипсиса, напала на Апокалипсиса. Магнит освобождает Росомаху прося его помочь, в срыве планов Апокалисиса. Тем временем ось уже начинает останавливаться, Квакер предположив что это обосновано синим поясов вокруг оси, начал стрелять в него, и тем самым сорвал план, освобождая пленников. Апокалисис нападает на Квакера. Росомаха нападает на Злыдня, он попадает в сферу управления временем и разрушает её. Разрушение сферы освобождает пленников и они останавливают Апокалисиса и забирают его вместе со всеми с оси времён. Впервые появились: Иммортус. |            | |                  |                        |
| 67 | 5          | «Фаланга на тропе войны часть 1 / Объединение Фаланги часть 1» «Phalanx Covenant part 1»                                                                          | 7 сентября 1996  | TBA                    |
| На улицах города снова происшествие, Саблезуб, опять крушит всё подряд. Люди Икс отправляются туда и захватывают его. Связанного Саблезуба бросают в камеру, пока он не очнётся. Хотя всё это делается в тайне от Росомахи, он узнаёт об этом, по ошибке Джубили, и поговорив с профессором он отравляется его охранять. Однако прибыв туда, он понимает что это не Саблезуб, а кто-то другой. К профессору выходит на связь Мистер Злыдень и говорит об ужасном создании пожирающем материю. В конце концов, только Зверю удаётся уйти от нового врага, ему в этом помогает Терабайт - наследник Фаланги. Хэнк связывается с Форджем и говорит о беде, после они встречаются. Для них было крайней неожиданностью увидеть в союзниках Злыдня, который помогает им удрать. |            | |                  |                        |
| 68 | 6          | «Союз против Фаланги часть 2 / Объединение Фаланги часть 2» «The Phalanx Covenant part 2»                                                                         | 7 сентября 1996  | TBA                    |
| Зверь, Злыдень, Фордж и Терабайт прибывают на остров Мюр, к Мойре. Там они встречают Амелию и Шона Кассиди. Им удаётся разработать вирус который должен убить Фалангу, но для этого надо узнать подействует ли он. Терабайт сообщает что силы Фаланги прибыли на остров и всем приходится сбежать от них, но Мойра и Шон были схвачены Фалангой. После бегства с острова Мюр все отправляются к Магниту просить его помощи. Магнит не сразу соглашается, но Хэнку удаётся убедить его помочь им. Магнит прибывает в деревню и берет образец тканей фаланги, в лаборатории её дают ассимилировать вирус, чтобы проверить реакцию. Вирус подействовал и все отправляются к Шпилю, которым является небоскрёб Эмпайр Стейт Билдинг. В то время как все отвлекали Фалангу, Магнит с Терабайтом напали на неё. Терабайт распаковывает вирус и уничтожает её. |            | |                  |                        |
| 69 | 7          | «Грозовой фронт часть 1 / Буйство стихий часть 1» «Storm Front part 1»                                                                                            | 2 ноября 1996    | TBA                    |
| Странная буря бушует на городом, Гроза чувствует вмешательство неизвестной силы и пытается остановить её. Циклопу чудом удаётся посадить самолёт. Гроза найдя эпицентр пытается бороться, однако её ударяют молнии и она падает. Аркон - правитель планеты Полимакус поймал её и останавливает бурю. А потом уносит её против её воли на его планету, даже не дав связаться ей с остальными Х-менами. Потеряв связь с Грозой, команда ищет её, но находит её передатчик и странный шарик, который бросила Гроза, чтобы её нашли. Попытки Зверя разгадать что это за шарик, не увенчались успехом, но из-за удара кулаком по столу Росомахой, шарик упал и открыл портал, в который отправились Росомаха, Джубили, Зверь и Циклоп. По прибытии на них нападают и заточают их в тюрьму. Тем временем Аркон приносит Грозу на свою планету и убеждает её помочь, на что она соглашается. Грозе удаётся на время утихомирить бурю, однако пришедшие её друзья отвлекают её и буря возобновляется. Однако Гроза отговаривает своих друзей нападать на Аркона и останавливает бурю вновь. Аркон уговариет её остаться и стать его женой и соправительницей Полимакуса. |            | |                  |                        |
| 70 | 8          | «Грозовой фронт часть 2 / Буйство стихий часть 2» «Storm Front part 2»                                                                                            | 9 ноября 1996    | TBA                    |
| Аркон провозглашает Грозу королевой, и ей вместе с Арконом воздвигают Памятник. Однако Росомаха чувствует, что что-то не так на этой планете. Тем временем Аркон планирует захватить рабов для восстановления Полимакуса на соседней планете Делгания. Джубили красуясь золотой пряжей сбивает служанку, которая выглядит запуганной, что приводит её и Грозу в сомнение. Росомаха догадывается что на Полимакусе всё не так гладко. Он Зверь и Циклоп отправляются на базу роботов, где узнают о войне с Белганией. Всетившись с каторжником они также узнают о жестокости режима Аркона и о том что передатчик, который дестабилизировал кольцо Вердона и привёл таким образом к хаосу на планете, помогает отлавливать рабов-беглецов. Мятежники рассказывают о строительстве нового передатчика, который положит конец сопротивлению Белганийцев. Аркон вместе Грозой и Джубили празднуют, в это время сквозь стену проламываются Росомаха, Зверь и Циклоп и говорят о том кто на самом деле Аркон. После небольшой битвы все возвращаются домой, а Гроза на прощание уничтожает передатчик. |            | |                  |                        |
| 71 | 9          | «Пятая колонна / Пятый всадник» «The Fifth Horseman» | TBA              | TBA                    |
| Джубили и Зверь отправляются в экспедицию, где обнаруживает племя поселенцев, поклоняющееся Апокалипсису. Кортес ищет мутанта, чтобы принести его в жертву Апокалипсису - для возрождения ему необходим сосуд. Кортес превращает Зверя в монстра,а Джубили попадает на жертвенный стол. Но один из всадников апокалипсиса помогает Джубили, зверь возвращается к своему облику. Апокалипсис все же находит сосуд. |            | |                  |                        |
| 72 | 10         | «Сказочница Джубили / Сказка Джубили» «Jubilee’s Fairy Tale Theater»                                                                                              | 16 ноября 1996   | TBA                    |
| Джубили оставляют в качестве экскурсовода детей по пещерам. Во время этой экскурсии она узнаёт что вход в пещеру завален и выбраться из неё невозможно. Для того чтобы дети не паниковали Джубили рассказала сказку, главной героиней которой была она. Пока она рассказывала сказку, пришли другие Х-мены и пробив новый вход вызволили их из пещеры. |            | |                  |                        |
| 73 | 11         | «Старый солдат / Бывалые солдаты» «Old Soldiers» | 22 февраля 1997  | TBA                    |
| Рассказ Россомахи возвращает нас в Париж времен Второй мировой войны. Вместе с Капитаном Америка, Логан сражался против немецких оккупантов. Чтобы сорвать планы фашистов, Логану было поручено спасти французского ученого Кокто, который находился в плену у Красного Черепа. Впервые появились: Капитан Америка, Красный Череп. |            | |                  |                        |
| 74 | 12         | «Тайные планы /» «Hidden Agendas» | 6 сентября 1997  | TBA                    |
| Люди Икс узнают о юном мутанте, спасшем шахтеров во время обвала шахты. Шельма отправляется пригласить его в школу Ксавье. Но в подростке также заинтересована одна из спецслужб,готовая пойти на все,чтобы заполучить мальчика в свои ряды... |            | |                  |                        |
| 75 | 13         | «Происхождение /» «Descent» | 13 сентября 1997 | TBA                    |
| Действие происходит в Англии 19 века. Доктор Джеймс Ксавье безуспешно пытается вылечить юную Ребекку. Её супруг доктор Эссекс проводит серию таинственных экспериментов над людьми,превращая их в мутантов и создает сыворотку для жены. Но сам в процессе становится чудовищем, которое в XX веке будет известно под именем Злыдень... |            | |                  |                        |
| 76 | 14         | «День выпуска / День окончания школы» «Graduation Day» | 20 сентября 1997 | TBA                    |
| Во время выступление в конгрессе ярый фанатик борьбы против мутантов выстреливает импульсным лучом в профессора Ксавьера, отчего тот теряет контроль на своими силами и через некоторое время теряет сознание. К счастью для Росомахи, считавшего профессора умершим, он ошибся, но состояние профессора было на грани жизни и смерти. Увидев это по телевидению, мутанты поднимают восстание, а на острове Геноша собравшиеся мутанты обращаются к Магнето с просьбой возглавить борьбу против человечества. Люди Икс в это время догадались о том, что Магнето воспользуется этим чтобы начать войну, и поспешили туда с целью остановить его. Положение профессора было тяжелым, и без медицины Ши'ар спасти его становится затруднительно. Но единственный способ связаться с Лиландрой — телепатическая связь профессора, который был без сознания. Иксмены прибыли в ставку Магнето и завязали с ним бой. Во время боя Джины с Магнето, её телепатическая сила была усилена атакой последнего, и она поняла что это поможет спасти профессора. Х-менам удалось убедить Магнето помочь и он прибыл в школу. Его силы помогли на время привести в сознание профессора, чего хватило, чтобы он послал сигнал Лиландре. Через некоторое время профессор снова потерял сознание, но вовремя прибывшая Лиландра не дала ему умереть. Лиландра забрала профессора с собой, т.к. только медицина и врачи Ши'ар могли ему помочь. На этом сериал заканчивается. |            | |                  |                        |